# Rajeshwari Chatterjee
Pour les articles homonymes, voir Chatterjee.
Rajeshwari Chatterjee (24 janvier 1922 - 3 septembre 2010,) est une physicienne indienne. Elle a été la première femme ingénieure du Karnataka. Au cours de son mandat à l'Institut indien des sciences (IISc) de Bangalore, Chatterjee est professeure puis présidente du département de Génie des communications électriques.

## Jeunesse et Formation
Chatterjee naît en 1922 au Karnataka. Le père de Rajeshwari, BM Shivaramajah, est avocat à Nanjangud. Sa grand-mère, Kamalamma Dasappa, est l'une des premières femmes diplômées de l'ancien État de Mysore. Elle fait ses études primaires dans une « école anglaise spéciale » fondée par sa grand-mère. Après avoir terminé ses études, elle est admise au Central College de Bangalore où elle obtient un baccalauréat ès sciences (avec distinction) et une maîtrise en mathématiques. Lors de ces deux examens, elle est classée première de l'Université de Mysore. En 1943, après sa maîtrise, elle a rejoint l'Institut indien des sciences (IISc) de Bangalore en tant qu'étudiante de recherche au département de technologie électrique dans le domaine de la communication. Elle postule pour travailler sous la direction de Chandrashekhara Venkata Râman. Certaines sources disent que Raman rejette sa candidature car elle n'a aucun diplôme en physique tandis que d'autres disent qu'il est opposé à l'idée d'avoir des étudiantes. 
En 1946, elle est sélectionnée comme « étudiante brillante » par le gouvernement de Delhi et reçoit une bourse pour partir à l'étranger pour poursuivre des études supérieures ; elle se décide pour les États-Unis. Dans les années 50, il est très difficile pour les femmes indiennes d'aller à l'étranger pour poursuivre des études supérieures. En juillet 1947, un mois avant l'indépendance de l'Inde, elle part aux États-Unis sur un navire de troupes converti SS Marine Adder et y arrive après 30 jours de navigation. Elle est admise à l'Université du Michigan et obtient sa maîtrise au Département de Génie électrique. Puis, suivant les directives du contrat qu'elle avait avec le gouvernement indien, elle suit une formation pratique de huit mois à la Division des Mesures de Radiofréquences du National Bureau of Standards de Washington DC. Après avoir terminé sa formation, elle retourne à l'Université du Michigan. Au début de 1953, elle obtient son doctorat sous la direction du professeur William Gould Dow.

## Carrière en Inde
En 1953, elle retourne en Inde et devient membre du corps enseignant du Département de Génie des communications électriques de l'IISc. Elle déclare plus tard qu'elle enseignait la « théorie électromagnétique, les circuits de tubes électroniques, la technologie des micro-ondes et l'ingénierie radio ». Cette même année, elle épousa Sisir Kumar Chatterjee, membre du corps professoral du même collège. Le couple a une fille, Indira Chatterjee, professeure de génie électrique et biomédical à l'Université du Nevada, à Reno, aux États-Unis.  
Au cours de la même période, Chatterjee est sélectionnée pour le poste de présidente du Département de génie des communications électriques. Au cours de sa vie, elle a encadré 20 doctorants, écrit plus de 100 articles de recherche et sept livres. 
Après sa retraite de l'IISc en 1982, elle travaille sur des programmes sociaux, dont l'Association Indienne pour les études féminines. Elle soulève les problèmes de castes et de discrimination des femmes, particulièrement celles des classes sociales défavorisées. 

## Livres publiés
- Elements of Microwave Engineering
- Antenna Theory And Practice
- A Thousand Streams: A Personal History
- Dielectric And Dielectric Loaded Antennas
- Advanced Microwave Engineering: Special Advanced Topics
- Vasudhaiva Kutumbakam: The Whole World Is But One Family: Real Stories of Some Women and Men of India
- Antennas for Information Super Skyways: An Exposition on Outdoor and Indoor Wireless Antenna, avec Perambur S. Neelakant[6]